# Bobbejaanland
Bobbejaanland is een pretpark in Lichtaart, gelegen tussen Herentals en Kasterlee in België, en is genoemd naar zijn oprichter Bobbejaan Schoepen. Het pretpark is gelegen in een moerassig gebied in de vallei van de Kleine Nete.

## Geschiedenis

### Ontstaan

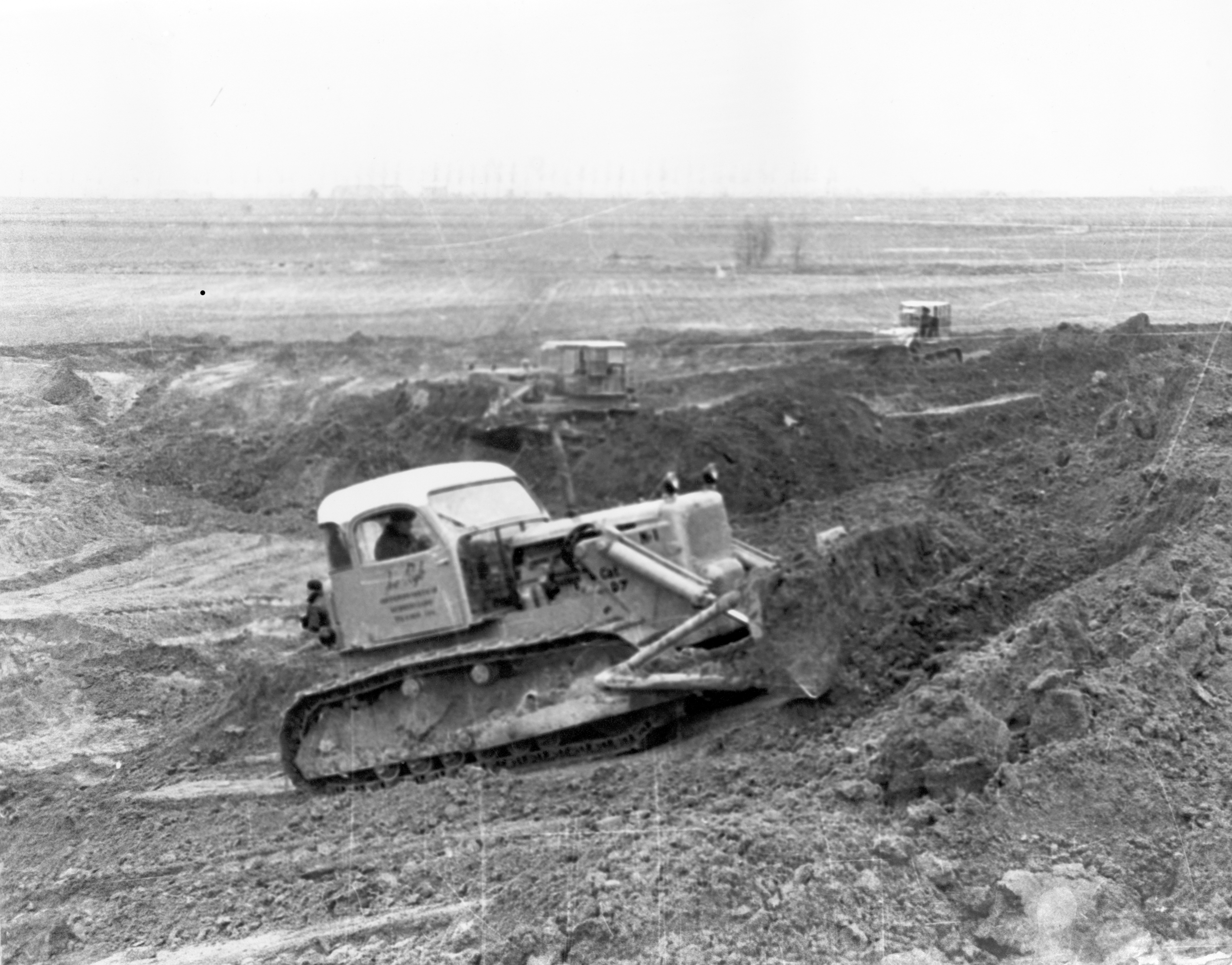
Grondwerken Bobbejaanland na aankoop in 1959

Bobbejaanland is ontstaan vanuit de muzikale carrière van de zanger-gitarist Bobbejaan Schoepen, die na vijftien jaar internationale tournees een vaste stek zocht. In 1959 kocht hij in het Kempische dorp Lichtaart (Kasterlee) een moerassig domein van 30 hectare, genaamd het "Abroek". De buurt verklaarde hem haast gek, toen bleek welke plannen hij ermee had. Hij liet het terrein uitbaggeren, bouwde er een theaterzaal met 1200 plaatsen en legde een zwemvijver aan met 2,2 kilometer strand ernaast. Op 31 december 1961 werd het park officieel geopend door Bobbejaan Schoepen zelf en zijn vrouw Josée Jongen.
De naam Bobbejaanland werd bedacht door zijn manager Jacques Kluger. Centraal in het jonge Bobbejaanland stond waterpret, Texas-treinen, monorails en carrousels, maar vooral show. Tot het midden van de jaren 70 was het park in feite een variétécentrum, met elke dag een reeks voorstellingen van telkens anderhalf uur. Er traden vooral artiesten op uit België, Nederland en Duitsland, al dan niet in het programma van Schoepen zelf. De bekendste namen zijn: Louis Neefs, Rocco Granata, Staf Wesenbeek, Leo Martin, Will Ferdy, Will Tura, Bobby Setter, Jimmy Ross (alias Mel Turner), Jan Theys, Staf Permentier, Liliane Saint-Pierre, de Duitse actrice en zangeres Ilse Werner, en haar bekende landgenoten Rex Gildo, Michael Holm, en de Nederlander Rudi Carrell (die voor enkele jaren Schoepens buur werd). In februari 1969 organiseerde de toenmalige BRT het tv-programma Uit met Bobbejaan, opgenomen in en uitgezonden vanuit Bobbejaanland.

### De eerste attracties

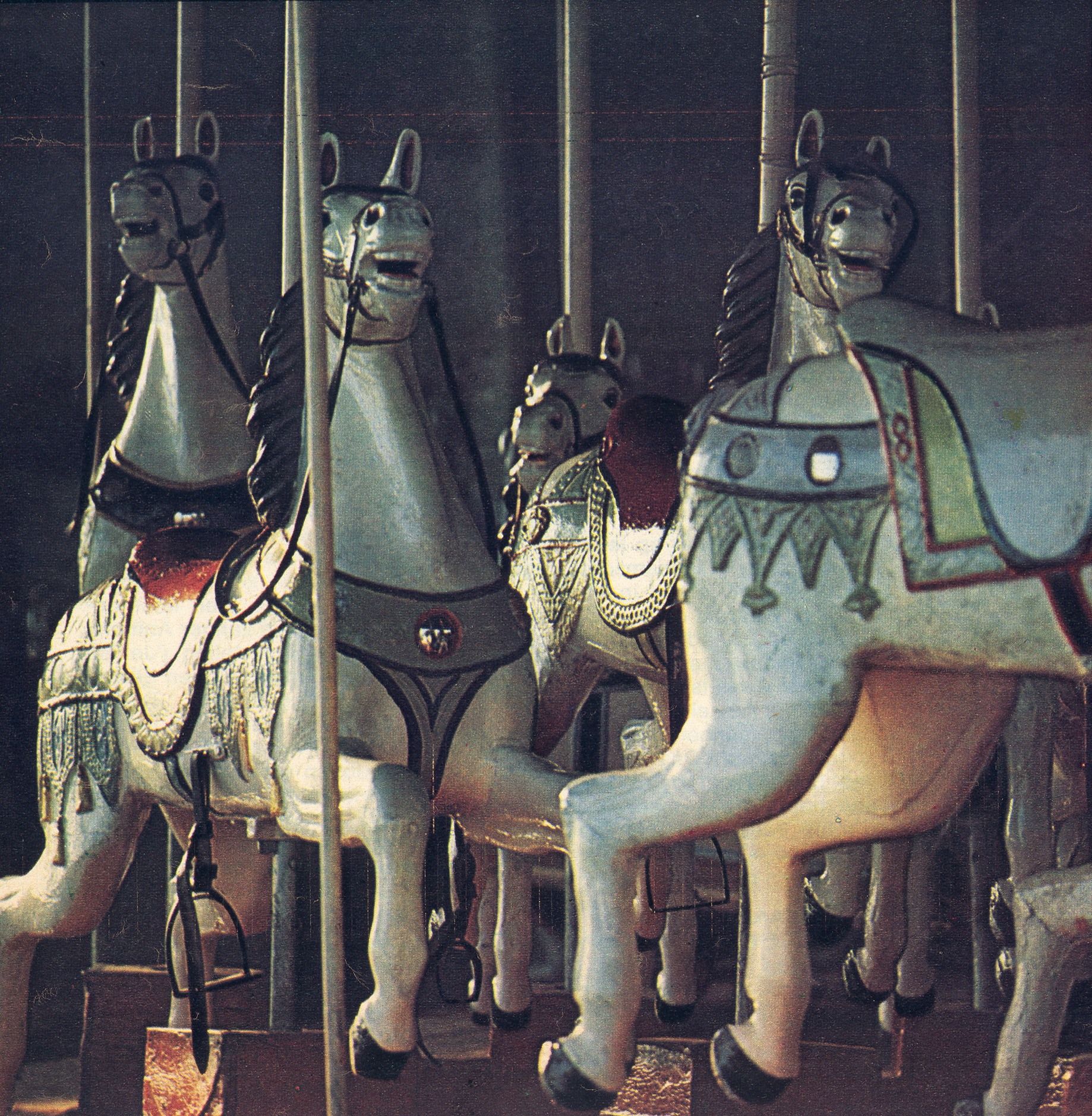
Paardenmolen Bobbejaanland (jaren 1960-1980)

Tot midden jaren zeventig waren de zwemvijvers en stranden de centrale attractie. Middelgrote attracties, zoals de "Paardenmolen" en de "Rode Monorail", vormden de aanzet tot het pretpark dat er vanaf 1975 ontstond. Toen er binnen korte tijd twee bezoekers verdronken, werd de zwemgelegenheid definitief afgeschaft. Op advies van Phantasialand-eigenaar Gottlieb Löffelhard kwam er een eerste grote attractie, het Spookhuis. De darkride werd na een testjaar vervangen door het Reuzenrad.
In de tweede helft van de jaren zeventig vond het park ook zijn eigen stijl in de westernthematiek: er werd een interactief cowboydorp gebouwd met daarin een saloon, een gevangenis, een hotel, een hoefsmid, een postkantoortje waar je effectief kaartjes kon posten, en een bank waar het publiek geldmunten kon wisselen. Een van de attracties was "De Poppenshow", een geprogrammeerde country-voorstelling waarin de artiesten van het theater (ook Bobbejaan Schoepen zelf) als mechanisch werkende poppen een medleyrepertoire brachten. Het was een van de eerste indoorattracties die afgestemd is op het Belgische weertype. In die tijd werd ook het schommelschip Santa Maria gebouwd.
Eind jaren zeventig werd er een museum geopend met kunstwerken uit de Hopi- en Navajo-cultuur. De collectie werd uit Phoenix (Arizona) overgebracht door mevrouw Schoepen. Ze begeleidde haar man ook dagelijks bij enkele duetten, tot in 1978 een probleem met de stembanden een eind maakte aan haar zangcarrière (in 1959 behaalde ze de eerste prijs aan het conservatorium met een vertolking van Bach).
In 1978 kwam er weer een tv-programma: 30 jaar Bobbejaan (BRT). Schoepen leerde in die periode Jef Nys kennen, die in datzelfde jaar Jommeke in Bobbejaanland uitbracht. In Bobbejaanland zelf kwam een "Jommekesland" tot stand. Dat bood een ritje op een mechanische stier en een grote speeltuin.
In 1979 werd de Looping Star aangekocht, een achtbaan die jarenlang de trekpleister vormde van het park. De "Wildwaterbaan" kwam er in 1980, maar ging tijdens de constructie gedeeltelijk in vlammen op door een kortsluiting. De attractie was nog niet verzekerd en de financiële schade liep op tot 11 miljoen BEF (het equivalent van ongeveer 275 000 euro in 2016). De Wildwaterbaan werd hetzelfde seizoen toch nog operationeel.

### Einde variété
Begin jaren tachtig was Bobbejaan Schoepen nog steeds het podiumbeest dat in het hoogseizoen dagelijks drie tot vijf optredens van telkens vijfenveertig minuten gaf. Medio jaren tachtig werden de variétéshows gebalder en afgestemd op een steeds internationaler publiek. Toen artsen in 1989 vernauwingen aan zijn hart vaststelden, was hij voor de eerste keer afwezig in zijn eigen theater. Hij kreeg vijf overbruggingen maar ging nadien snel weer aan het werk. In diezelfde periode maakte een risico-operatie aan de verstandskiezen waarbij een zenuw werd geraakt een definitief einde aan Schoepens virtuoze fluittalent. Het attractiepark domineerde inmiddels de variété, en de zakenman de artiest. Hij bleef toch doorzingen, zij het met meer gebalde shows die onvermijdelijk ten prooi vielen aan de routine van het attractiepark.

### Attractie-uitbouw

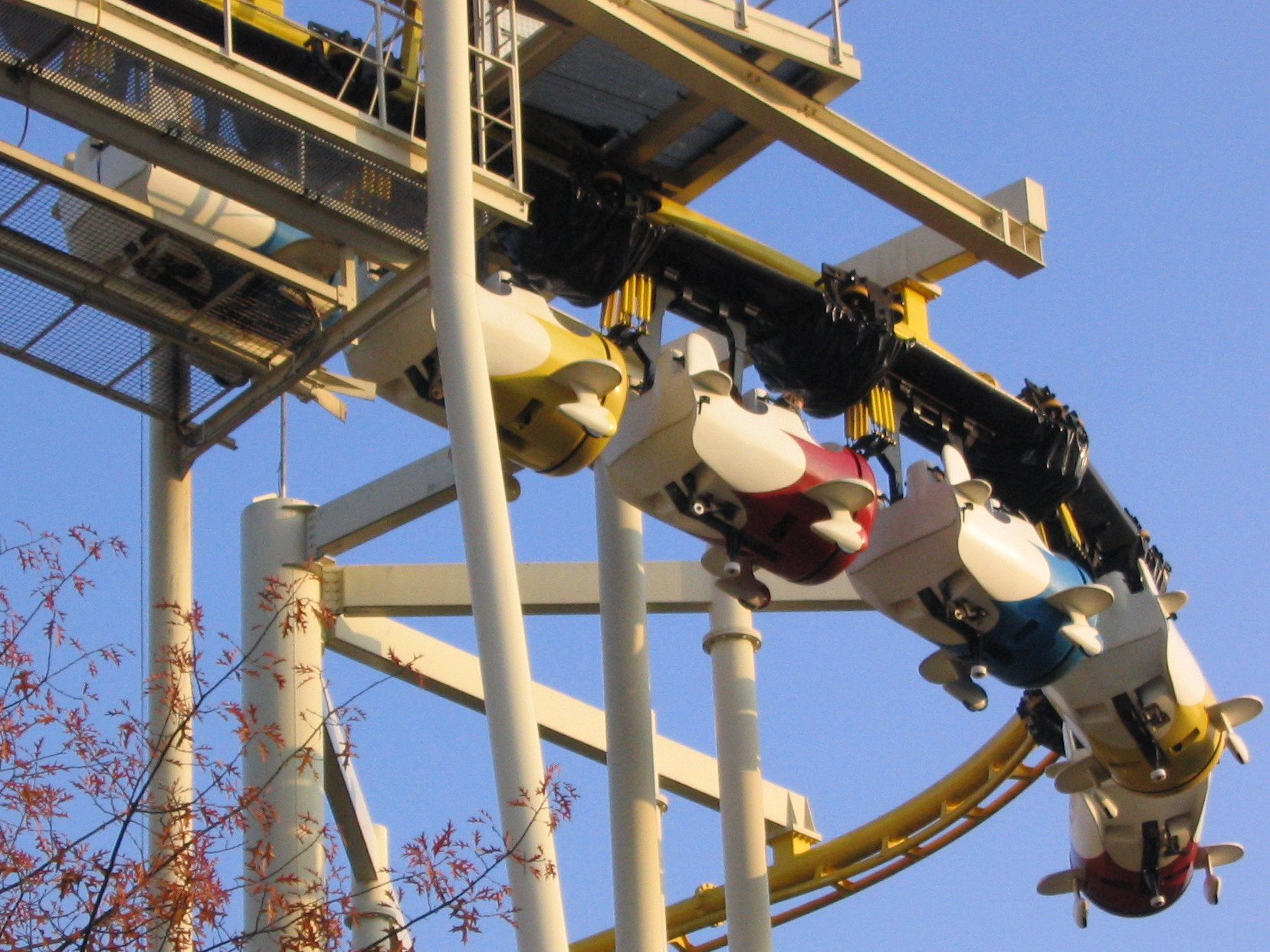
Voormalige Air Race (1987), nu Dreamcatcher

In de jaren tachtig volgde er een verdere uitbouw van het attractie-aanbod. In augustus 1982 zette een ontplofte dynamo een groot deel van België zonder stroom. Ook Bobbejaanland lag grotendeels lam en kreeg te maken met ingeslagen kassa's van klanten die hun geld terugeisten maar niet wisten dat het probleem verder reikte. Toen datzelfde jaar een brand ontstond in Achtbaan, een kleine Wildcat van Anton Schwarzkopf, werd deze vervangen door een nieuwe achtbaan, genaamd Wervelwind (een Whirlwind van Vekoma). De jaren nadien ging de aandacht vooral naar infrastructuur en de aankoop van middelgrote attracties. In de hoogzomer van 1985 werd Rainbow aangekocht; in 1987 volgden Breakdance, Condor, en Air Race (heden "Dreamcatcher"). Dit is een van de eerste hangende achtbanen ter wereld, in dit geval met hangende vliegtuigjes (tegenwoordig met gewoon stoelen). Het is tegenwoordig bovendien de oudste nog bestaande hangende achtbaan ter wereld.
Vanaf begin jaren tachtig trok het park ook meer buitenlanders aan. Een van de trekpleisters die het park een positieve impuls gaven is Revolution (1989), een indoor achtbaan die zich wentelt rondom een groot projectiescherm en een duikvlucht neemt door allerlei lichteffecten. Deze achtbaan heeft tevens het langste treintje ter wereld. Indiana River uit 1991 is een attractie in Aztekenstijl, een concept dat door Bobbejaan Schoepen zelf werd uitgedacht. Ook Kinderland uit 1995, een speelpaleis van 7000 m² met achttien attracties, is aan zijn fantasie ontsproten.

### Buitenbeentje

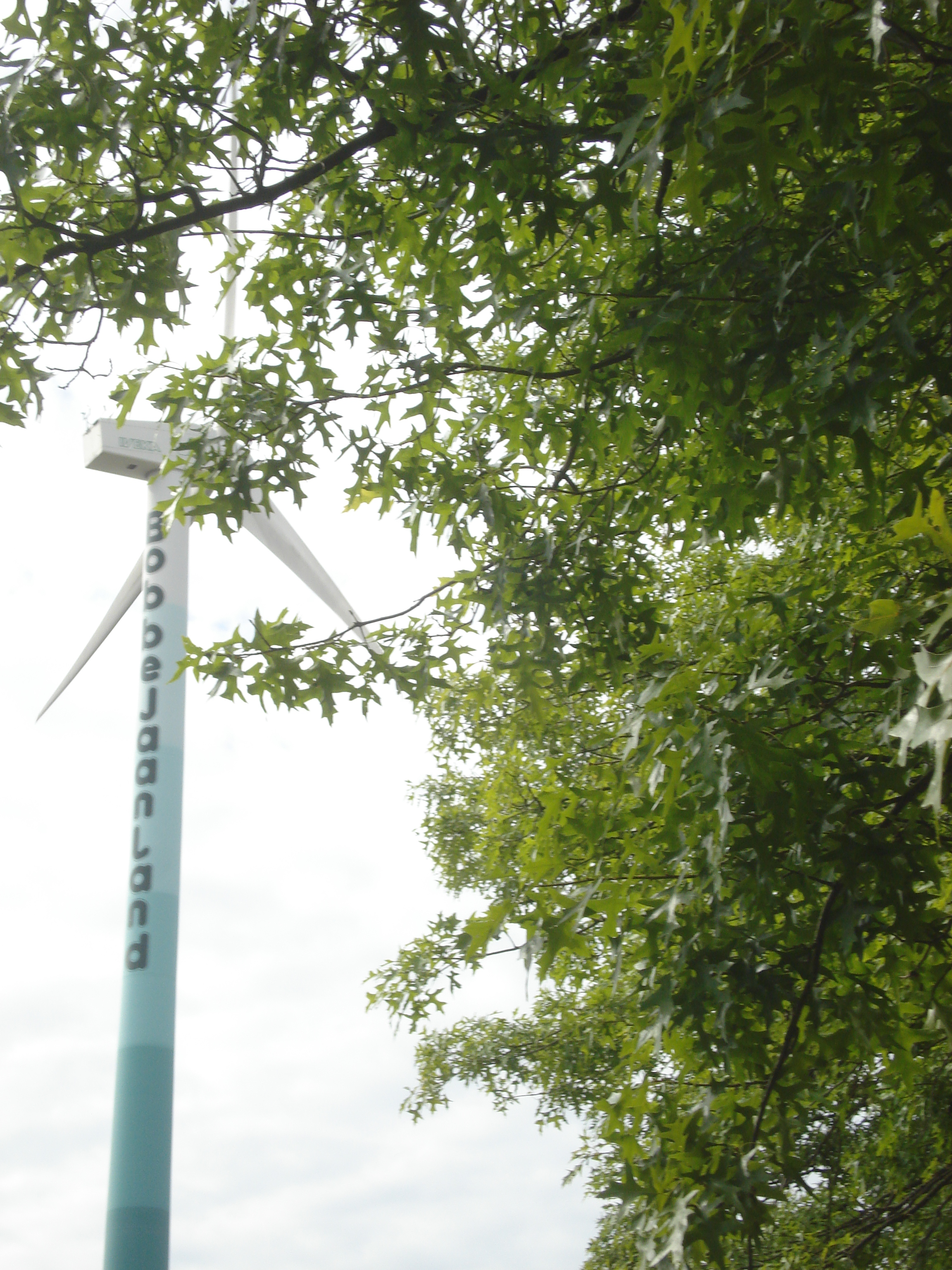
Windturbine in het park (2002-2017)

Vanaf begin jaren negentig engageerden ook drie van de vijf kinderen zich permanent voor het park, waarvan Jefke het meest in het oog springt. Bobbejaanland werd geperfectioneerd tot in de details en was naar eigen zeggen het eerste attractiepark ter wereld dat doorgedreven milieuvriendelijke accenten legde. Het meest in het oog springende initiatief op dit vlak is een windturbine (2002) van ca. zeventig meter die voor energie zorgt in de regio en waaraan ook een museum voor alternatieve energiewinning is verbonden. De aankoop van deze wereldprimeur kwam er onder impuls van Jacky Schoepen, die zich inmiddels heeft opgewerkt tot in de leiding van het bedrijf. In die periode ontstond er ook de idee van 'leerrijke pret'. Zo werden er educatieve rondleidingen georganiseerd naar de mechanica en fysica van de attracties onder de technische begeleiding van het park zelf. Ook vanuit een breder perspectief kan het park als een buitenbeentje onder de Europese pretparken worden beschouwd: Bobbejaanland is waarschijnlijk een van de weinige pretparken dat zijn identiteit heeft gebouwd rond de carrière van een zanger-artiest (het ouderlijk huis bevindt zich ook in het park zelf). Filosoof Etienne Vermeersch merkte in dit verband op: "In tegenstelling tot bijvoorbeeld het Franse Disneyland is dit pretpark organisch gegroeid vanuit een elementaire kern." Bobbejaanland heeft een zeer geleidelijke groei gekend vanwege z'n familiale bedrijfsstructuur. Bobbejaan Schoepen koos er ook bewust voor om niet naar de beurs te gaan of extra parken te kopen, wat volgens hem op termijn alleen maar nefast zou zijn. Zo vroeg hij tijdens een vergadering van Belgo Parks aan Walibi-baas Eddy Meeùs waarom die geen vier pijpen tegelijk rookt. Meeùs antwoordde verwonderd "Ik heb toch genoeg met eentje?", waarop een eigenzinnige Schoepen grapte: "Waarom koop je dan wel vier pretparken?".

### 2004: keerpunt

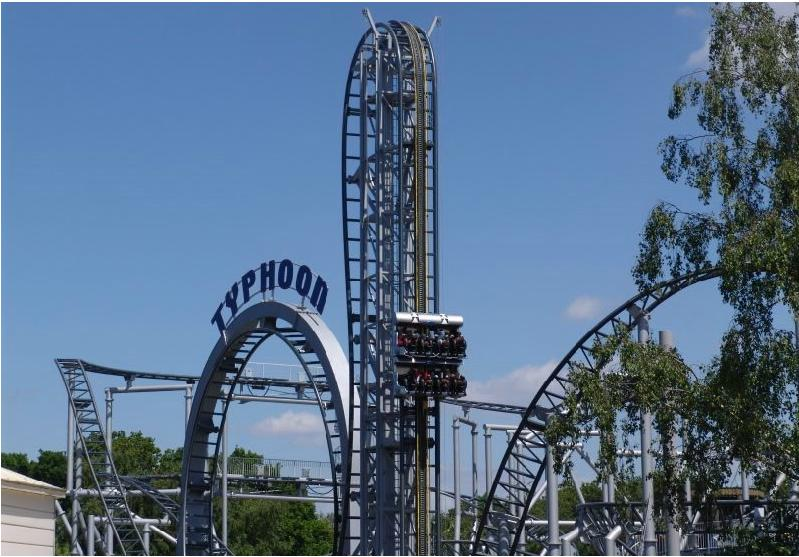
Typhoon in Bobbejaanland

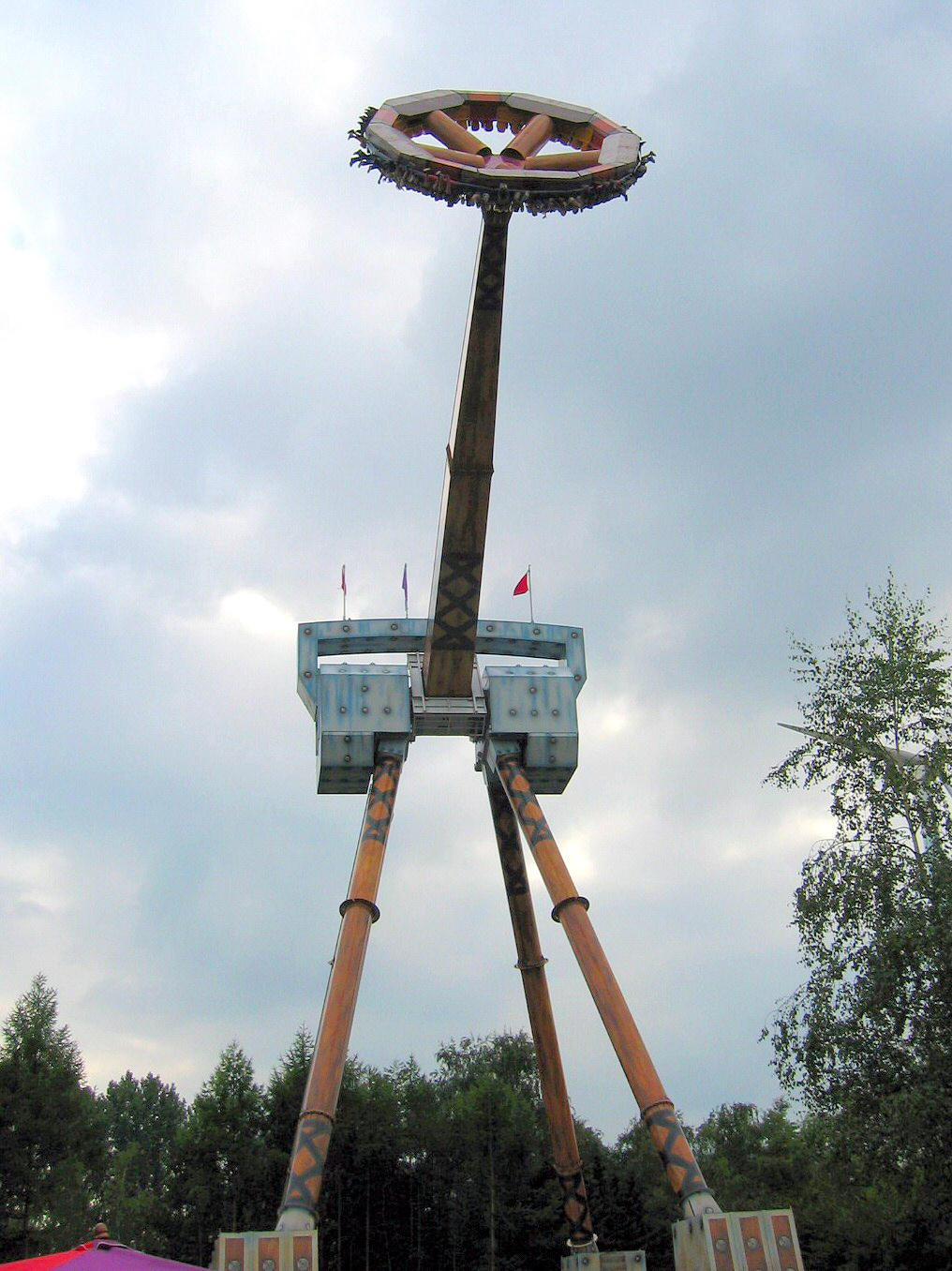
Sledge Hammer in Bobbejaanland

In 1999 werd bij Schoepen darmkanker vastgesteld, wat het idee aanzwengelde om zijn levenswerk van de hand te doen. Niet stoppen betekent echter doorgaan en in de winter van 2003 wordt een investering van bijna 12 miljoen euro (anno 2016 de waarde van 15,6 miljoen euro) gedaan voor enkele nieuwe attracties (Typhoon, Sledge Hammer en Junior Coaster (waarvan de naam later veranderd werd in Oki Doki)). Dat jaar voert Test Aankoop een controversieel vergelijkend onderzoek van 13 Europese parken uit. Bobbejaanland komt er voor vrijwel alle aspecten uit als meest gewaardeerde park in België (evenwel waren maar 3 Belgische parken opgenomen), en krijgt op Europees niveau de tweede plaats samen met Disneyland Parijs en Parc Astérix. Niet onbelangrijk: het onderzoek peilde naar de tevredenheid van bezoekers door vragenlijsten uit te delen in september 2003, en geeft dus slechts een partieel beeld. Het is niet bekend op hoeveel verschillende dagen men de vragenlijsten uitdeelde en of dit in elk pretpark op dezelfde dag(en) gebeurde.
De beslissing om het park te verkopen valt toch in april 2004, na een voorbereidingsfase van meer dan drie jaar. Bobbejaanland wordt overgenomen door Parques Reunidos, een Spaanse pretparkengroep. Alle speculaties ten spijt blijft het tot de laatste minuut onzeker of de stichter zijn handtekening zal plaatsen. Bepalend is uiteindelijk de onzekerheid over de continuïteit in de toekomst in de wereld van de pretparken. De Schoepens nemen het zekere voor het onzekere, een keuze die de stichter het meest evident lijkt. Als het reportageprogramma Terzake hem na de verkoop vraagt of hij voor het grote geld gekozen heeft, antwoordt Schoepen, voor zich uit starend, "Wat ben ik met al dat geld, ik kan maar twee keer per dag eten."
Bobbejaan Schoepen kan worden beschouwd als de artistieke trekpleister van het park, zijn vrouw Josée (de oudste van achttien kinderen) als de leidinggevende ruggengraat en haar zus Louise (Wies) als de basis op het vlak van boekhouding en financiën. De sleutel tot de werking van dit familiebedrijf lag in de vertrouwensband binnen dit triumviraat en in hun arbeidsethos, dat vanaf de jaren negentig werd versterkt door drie van de vijf kinderen. Met de verkoop verdween in België het laatste familiebedrijf in de sector van de pretparken. Op 17 mei 2010 overleed de bezieler van het domein, Bobbejaan Schoepen, aan een hartstilstand. Zijn weduwe bleef op het domein wonen tot aan haar dood in 2013.
Na de verkoop van Bobbejaanland werden er door de nieuwe leiding enkele wezenlijke veranderingen doorgevoerd. Zo werd de merchandising en de horeca gecentraliseerd en zien de vaste uitbaters en werknemers binnen één jaar hun contract beëindigd. Na enkele jaren is ook van de familie Schoepen niemand meer in dienst en de eerste jaren na de verkoop gaan de bezoekersaantallen zichtbaar achteruit. In januari 2007 raakte bekend dat de investeringsmaatschappij Candover de Spaanse attractieparkenuitbater Parques Reunidos overneemt. Daardoor komt Bobbejaanland voortaan in Britse handen, zij het onder hetzelfde management.

### Komen en gaan van attracties

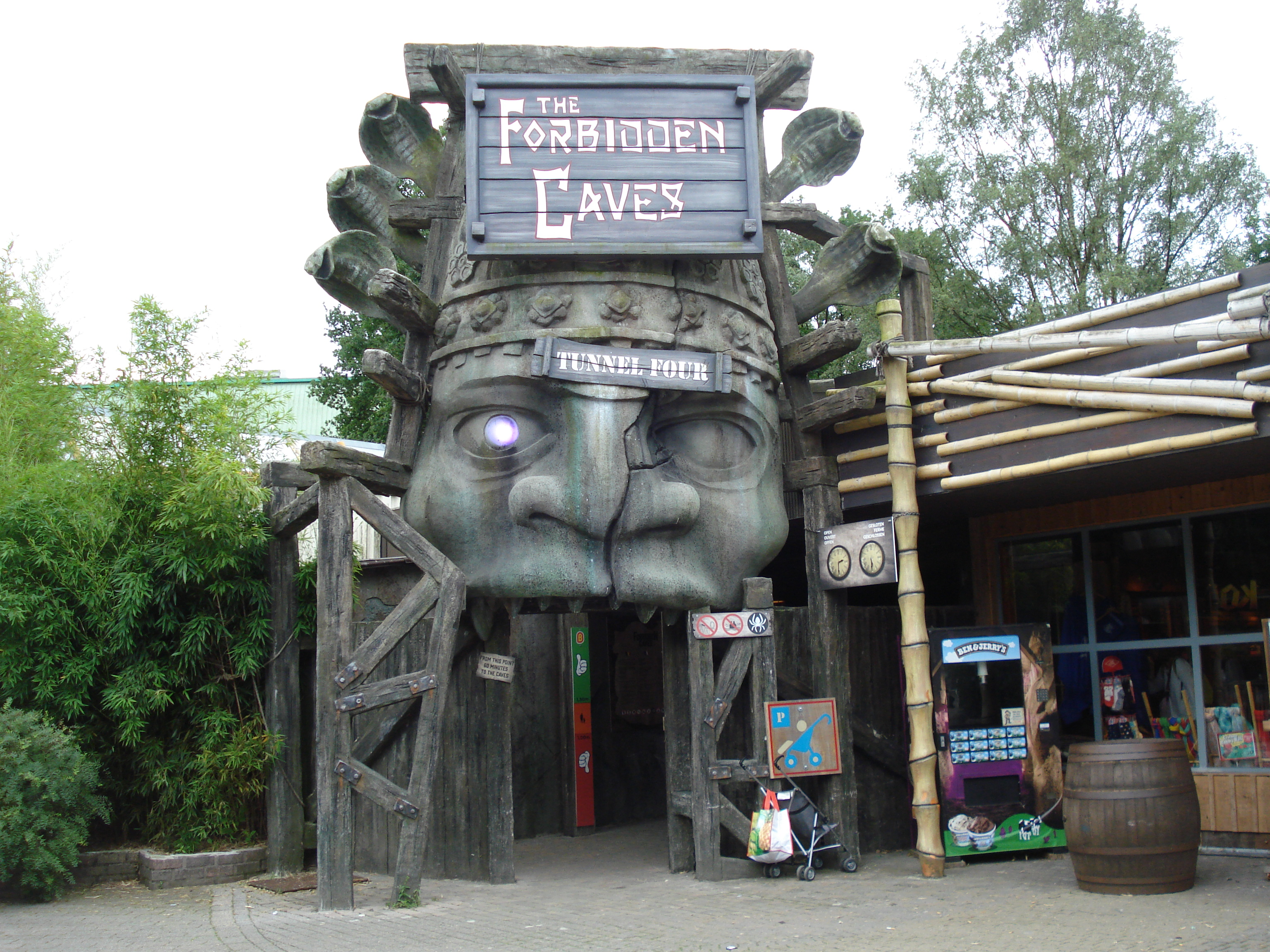
The Forbidden Caves

In 2006 opende een nieuwe attractie, Desperado City, een interactieve schietattractie gemaakt door het Belgische bedrijf AlterFace. De attractie krijgt een plaatsje in het cowboydorp. Deze verdween echter in 2012 al uit het park. Daarnaast werd in datzelfde jaar de attractie Air Race volledig vernieuwd, waarbij de vliegtuigjes werden vervangen door nieuwe voertuigen van Vekoma met 'gewone' karretjes. Verder werd de volledige thematisering vernieuwd. De attractie werd omgedoopt tot Dreamcatcher. Een jaar later moest de oudste attractie van allemaal er aan geloven. Het toenmalige theater maakte plaats voor een 4D-cinema. Ook deze verdween in 2012 en de zaal werd vervolgens terug gebruikt als theater. Het schommelschip Santa Maria en Breakdance verdwenen ook in 2007 uit het park.
In 2008 zet de vernieuwing zich verder en werd op zijn beurt Hall 2000 onderhanden genomen. Het grootste deel van de hal werd volgestopt met een nieuwe attractie genaamd Banana Battle, een Splash Battle in junglethema. Dit thema werd doorgezet naar Revolution, die oorspronkelijk een tijdreisthema had. De R in de naam moest er deels aan geloven: met het junglethema ging de attractie over de evolutie van de natuur, en de attractie werd hernoemd naar (R)Evolution. Naast de ingang van de hal werd ook een nieuwe familieattractie opgetrokken, genaamd King Kong. dat was een nieuw soort attractie van de attractiebouwer HUSS, waarvan Bobbejaanland het exclusieve bouwrecht had in 2008. De volledige nieuwe zone kreeg de naam Bananabos. Aan de overkant van het plein voor het bos werd Bobby Drop afgebroken en verkocht aan het Franse park La Récré des 3 Curés, waar in 2011 ook Mambo aan verkocht werd. Daartegenover kon Bobbejaanland in dat jaar uitpakken met Dizz, een nieuwe achtbaan. Hierdoor komt het aantal achtbanen in Bobbejaanland op zeven waarvan één met inversies.
Ter gelegenheid van 25-jarige bestaan van de achtbaan Revolution werd deze attractie in 2014 na 6 jaar in een jungle kleedje te hebben gezeten opnieuw opgeknapt en in ere hersteld. De camouflagenetten in het station verdwenen en het tijdreisthema kwam gedeeltelijke terug. De oude decoratie was ondertussen in de vuilbak beland en kon niet worden teruggeplaatst.
Daarnaast opende dat jaar Fly Away niet meer (om toen nog voor het publiek onbekende redenen). Deze werd uiteindelijk op het einde van het seizoen afgebroken. Het Franse attractiepark La Récré des 3 Curés neemt ook de gedemonteerde Fly Away over van Bobbejaanland in 2016 (na Bobby Drop en Mambo). De enterprise werd daar geopend in juni 2016 onder de naam Spoontus.
In 2014 opende op de plaats van Fly Away met het budget van 5 miljoen euro een nieuwe simulatorattractie: The Forbidden Caves, een zogenoemde belevingstunnel. Voor het eerst in het park werd er gewerkt met een verhaallijn en voorshows. De overgebleven funderingen van Bobby Drop werden na jaren van stilstand opgeknapt en er verrezen nieuwe horecapunten in de omgeving. De term Bananabos verdween en de zone werd omgedoopt tot Adventure Valley. Later werd aan de hand van virtuele realiteit Revolution mee in de zone betrokken onder de naam Mount Mara, en Dizz werd nadien omgedoopt tot Naga Bay om de zone compleet te maken.
Op 11 juli 2017 werd de iconische windturbine verwijderd. Bobbejaanland en Electrabel zijn tot de conclusie gekomen dat het contract van de windturbine niet meer verlengd zal worden. De windturbine verhuist naar Oekraïne.

### Water, natuur en avontuur & de opkomst van Halloween
Vanaf eind 2016 richtte het park zich op het versterken van de identiteit. Ze zetten verder in op de kenmerken van Bobbejaanland, zijnde een 'plezante' dag met familie of vrienden in het park. Water, natuur en avontuur vormen de leidraad voor de ontwikkelingen van de komende jaren. Deze zijn onlosmakelijk verbonden met veel attracties in het park. Ook Halloween ontwikkelde zich stap voor stap van een klein evenement naar een van de grootse spelers in België.
In 2017 opende een vernieuwd restaurant "The Lake House" en een grootse speeltuin "Wundergarden" aan de ingang van het park. Avontuurlijk spelen in een groene omgeving staat hierbij centraal.
Voor seizoen 2018 paste Bobbejaanland de in 2006 al aangepaste Dreamcatcher opnieuw aan. Hier werden tijdens de winterstop 2017-2018 de in 2006 geplaatste tenten verwijderd, om plaats te maken voor rotswerken, en een aangepast station. Ook de treinen werden opnieuw deels aangepast omdat de baan ook uitgerust werd met VR. De naam van de attractie bleef hetzelfde, maar met de VR-brillen lijkt het alsof de bezoeker zich een moedige adelaar waant, die woeste stormen trotseert tijdens de rit. De bootjesbaan Big Bang kreeg ook enkele thematische aanpassingen, om beter bij de omgeving te passen. En ook het Cowboydorp van het park kreeg enkele upgrades zoals een verfje en het toevoegen van thema-objecten.
Ook werd tijdens de winterstop van 2017-2018 de nieuwigheid voor seizoen 2019 aangekondigd. 
De op 24 juni 2019 geopende Fury is een Triple launch coaster van Gerstlauer en staat in het themagebied Land of Legends, waartoe ook Typhoon, Sledgehammer en Naiads Water behoren. Tevens was dit een kans voor Bobbejaanland om Typhoon en Sledgehammer een upgrade te geven. Water, natuur en avontuur zijn hier ook duidelijk in te zien.
2019 werd een goed Halloweenseizoen, met veel bezoekers. Enkele spookhuizen werden betalend en het park introduceerde een piloottest voor de eerste keer een voorsteekpas die Horror Pass heet. The Doll Factory werd vervangen door het spookhuis Yummy, gebaseerd op de gelijknamige Vlaamse zombiefilm. In totaal waren er dat jaar vijf spookhuizen (Welp, Nigthmare Motel, Sonar, Yummy en Bazaar Bizarre), waarvan drie betalend. Permanent spookhuis Nightmare Motel werd eind 2019 afgebroken om plaats te maken voor andere ontwikkelingen.
In 2020 werd er verder werk gemaakt van de modernisering van enkele zones in het park. Vooral infrastructurele werken werden uitgevoerd zoals de modernisering van paden en groen rond de Indiana River. In dit jaar werd ook de Speedy Pass geïntroduceerd, een voorsteekpas die ook tijdens de zomer geldig is. Een nieuw logo zorgt voor de benadrukking van het avontuurlijke van het park. Daarbij maakt het rechtlijnige geel-rode logo plaats voor een gebogen variant in donker geel-rood met enkele scheuren erin.
Tijdens het najaar van 2022 werd het Halloween evenement sterk uitgebreid. Er werden twee spookhuizen toegevoegd, één bestaand spookhuis werd in een nieuw jasje gestopt en de periode duurde langer dan te voren, van 8 oktober tot 13 november.
Per seizoen 2025 heeft Bobbejaanland bekers met waarborg geïntroduceerd.

### Themagebieden
Vanaf 2023 is Bobbejaanland opgedeeld in zeven themazones: Welkomstplein (sinds 18 mei 2025 Bobbejaan Schoepenplein), Wondergarden, Land of Legends, Adventure Valley, Desperado City, Kinderland en Mystery Bay.

### Bobbejaanland Wintert
Bobbejaanland heeft aangekondigd dat gasten tijdens de feestdagen van 2025 ook welkom zullen zijn in het park. Met feestelijke entertainment, lichtjes, attracties en muziek zal Bobbejaanland gasten tijdens de feestdagen ontvangen onder de noemer Bobbejaanland Wintert.

## Directie
| Directie/directeur                      | Startjaar | Eindjaar |
| --------------------------------------- | --------- | -------- |
| Fam. Schoepen o.l.v. Bobbejaan Schoepen | 1959      | 2004     |
| Rudi Rasschaert                         | 2004      | 2011     |
| Roland Kleve                            | 2011      | 2016     |
| Yves Peeters                            | 2016      | heden    |

Het park was sinds de oprichting tot de verkoop in 2004 onder leiding van stichter Bobbejaan Schoepen en zijn vrouw Josée. Ook Bobbejaans kinderen Jacky Schoepen en Bob Schoepen jr hielpen mee in het park.
Bij de verkoop in 2004 aan Parques Reunidos, een Spaanse pretparkengroep, werd als algemeen directeur Rudi Rasschaert aangesteld. Deze stapte daar op in 2011. Volgens de media zou dit een vrijwillig vertrek zijn, maar in de wandelgangen werd het tegendeel beweerd. De familie Schoepen was blij met het vertrek van Rasschaert, omdat het park onder hem enorm achteruit zou zijn gegaan. Bobbejaan zelf, overleden in 2010, zou een tijd voor zijn overlijden gezegd hebben dat hij het niet vond kunnen dat er nog minder attracties in het park stonden dan toen ze het verkochten.
Rasschaert werd in 2011 opgevolgd door Roland Kleve. Kleve legde graag de nadruk op de roots van het park en de verwezenlijkingen van de familie Schoepen, maar in praktijk was hiervan in het park vaak niet veel speciaals te merken. Wel was tijdens zijn bewind de storm achter de schermen wat gaan liggen. Hij verwezenlijkte in zijn laatste jaren onder andere de nieuwe simulatorattractie The Forbidden Caves en Mount Mara, een rit met virtual reality-bril in Revolution. Fly Away en Desperado City moesten evenwel het veld ruimen. Verder bouwde Kleve het 4D-theater opnieuw om tot de theaterzaal die het oorspronkelijk was.
Kleve stapte eind 2016 op bij het park nadat hij een "nieuwe uitdaging" gevonden zou hebben. Hij werd opgevolgd door de toenmalige financieel directeur Yves Peeters.

## Huidige attracties

### Achtbanen
| Naam         | Type                      | Model                            | Bouwer     | Geopend op    | Themagebied      | Afbeelding |
| ------------ | ------------------------- | -------------------------------- | ---------- | ------------- | ---------------- | ---------- |
| Dreamcatcher | Hangende stalen achtbaan  | Swinging Turns                   | Vekoma     | 1987          | Desperado City   |            |
| Revolution   | Overdekte stalen achtbaan | Illusion                         | Vekoma     | mei 1989      | Adventure Valley |            |
| Speedy Bob   | Stalen wildemuis-achtbaan | Wilde Maus versie Compact Mobile | MACK Rides | 2 juli 1998   | Desperado City   |            |
| Bob Express  | Gemotoriseerde achtbaan   | Custom                           | MACK Rides | 15 juni 2000  | Mystery Bay      |            |
| Oki Doki     | Stalen achtbaan           | Junior Coaster (Custom)          | Vekoma     | 3 april 2004  | Kinderland       |            |
| Typhoon      | Stalen achtbaan           | Euro-Fighter                     | Gerstlauer | 10 april 2004 | Land of Legends  |            |
| Naga Bay     | Draaiende achtbaan        | Xtended SC 3000                  | Maurer AG  | 9 april 2011  | Adventure Valley |            |
| Fury         | Stalen lanceerachtbaan    | Custom Infinity Coaster          | Gerstlauer | 24 juni 2019  | Land of Legends  |            |

### Dark Rides
| Naam    | Attractietype         | Geopend op | Themagebied | Afbeelding |
| ------- | --------------------- | ---------- | ----------- | ---------- |
| El Paso | Interactieve darkride | 1988       | Mystery Bay |            |

### Waterattracties
| Naam             | Attractietype                     | Geopend op                                       | Themagebied      | Afbeelding |
| ---------------- | --------------------------------- | ------------------------------------------------ | ---------------- | ---------- |
| Wild Water Slide | Boomstamattractie                 | 1980                                             | Mystery Bay      |            |
| Big Bang         | Waterglijbaan                     | 1989                                             | Adventure Valley |            |
| Terra Magma      | Boomstamattractie Dark water ride | Indiana River:1991 (Thema:1992) Terra Magma:2023 | Mystery Bay      |            |
| Bootvaart        | Rondvaart                         | 1994                                             | Land of Legends  |            |
| El Rio           | Rapid river                       | 2000                                             | Desperado City   |            |
| Banana Battle    | Splash battle                     | 2008                                             | Adventure Valley |            |
| Naiads Waters    | Waterspeeltuin                    | 2019                                             | Land of Legends  |            |

### Overige attracties
| Naam | Attractietype            | Geopend op | Themagebied                            | Afbeelding |
| --- | ------------------------ | ---------- | -------------------------------------- | ---------- |
| Bobbejaanland Theater | Spektakelshow            | 1961       | Bobbejaan Schoepenplein                |            |
| Reuzenrad | Reuzenrad                | 1976       | Adventure Valley                       |            |
| Monorail - History Gallery (binnenin station Desperado City)                                                               | Monorail                 | 1976       | Bobbejaan Schoepenplein Desperado City |            |
| Horse Pedalo | Trapmonorail             | 1987       | Desperado City                         |            |
| Convoy Trucks | Rondrit                  | 1988       | Wondergarden                           |            |
| Kettingmolen | Zweefmolen               | 1991       | Wondergarden                           |            |
| Aztek Express | Rupsbaan                 | 1996       | Desperado City                         |            |
| Kinderland - Balloon Race - Dubbeldek Carrousel - Glijbaan - Mini Rad - Mini Trein - Old Carrousel - Orbiter - Speelpaleis | Overdekt speelparadijs   | 1996       | Kinderland                             |            |
| Glijbaan | Hoge glijbaan met matjes | 1997       | Desperado City                         |            |
| Rode Baron | Red Baron                | 1997       | Wondergarden                           |            |
| Locomotion | Draaimolen               | 2000       | Wondergarden                           |            |
| Pony Ride | Paardenbaan              | 2002       | Desperado City                         |            |
| Flying Orca | Red Baron                | 2002       | Wondergarden                           |            |
| Sledge Hammer | Frisbee                  | 2004       | Land of Legends                        |            |
| King Kong | King Kong                | 2009       | Adventure Valley                       |            |
| Cowboy Playground | Speeltuin                | 2018       | Desperado City                         |            |
| Speeltrein | Speeltuin                | /          | Wondergarden                           |            |

### Games
| Naam             | Geopend op | Themagebied      | Opmerking/Afbeelding                                |
| ---------------- | ---------- | ---------------- | --------------------------------------------------- |
| Stonerush        | 2025       | Mystery Bay      | Interactieve kinderattractie, tegenover Terra Magma |
| Arcadehal        |            | Mystery Bay      | Tussen Beach Club en El Paso                        |
| Lunapark         |            | Wondergarden     | Langs het pad, voor de Speeltrein                   |
| Amusement Saloon |            | Desperado City   | Onder het Monorailstation                           |
| Games            |            | Kinderland       | In Kinderland                                       |
| Games            |            | Desperado City   | Vlakbij El Rio                                      |
| Games            |            | Adventure Valley | Binnen in de hal van Banana Battle/Revolution       |

### Shows
- The Lost Gold - Een duikshow op de grote vijver, waar hoofdpersonage Skizzo en zijn team op zoek gaan naar de verborgen schat op de bodem van de vijver. Bezoekers nemen plaats op een drijvend theater. (speelt 3x per dag, in de zomer van seizoen 2024 & 2025)

## Horeca en winkels

### Horeca
| Naam                                 | Themagebied             | Type                 |
| ------------------------------------ | ----------------------- | -------------------- |
| Coffee Cave                          | Adventure Valley        | Koffieshop           |
| Domino's Pizza                       | Adventure Valley        | Pizza fast food      |
| Freestyle Coca Cola Adventure Valley | Adventure Valley        | Coca Cola bar        |
| Spirello Cottage                     | Adventure Valley        | Snacks               |
| Sugar Shack                          | Adventure Valley        | Snacks               |
| Bob's Coffee Corner                  | Bobbejaan Schoepenplein | Koffieshop           |
| The Lake House                       | Bobbejaan Schoepenplein | Restaurant           |
| The Lake House Express               | Bobbejaan Schoepenplein | Fastfood             |
| Country Cookout                      | Desperado City          | Grill-take away      |
| Freestyle Coca Cola Desperado City   | Desperado City          | Coca Cola bar        |
| Lily’s Ice Cream Parlor              | Desperado City          | IJssalon             |
| Saloon/Music Hall                    | Desperado City          | Café, Snackbar       |
| Santa Fe Burger Restaurant           | Desperado City          | Hamburger restaurant |
| Silver River Snacks                  | Desperado City          | Fastfood, Snackbar   |
| Coffee Club                          | Kinderland              | Kiosk en koffieshop  |
| Beer Bar                             | Land of Legends         | Drankenbar           |
| Fogo Burger                          | Land of Legends         | Hamburgerbar         |
| Freestyle Coca Cola Land of Legends  | Land of Legends         | Coca Cola bar        |
| Panos                                | Land of Legends         | Panos broodjesbar    |
| Bayside Snackbar                     | Mystery Bay             | Snackbar             |
| Beach Club                           | Mystery Bay             | Sandwichrestaurant   |
| Freestyle Coca Cola Bob Express      | Mystery Bay             | Coca Cola bar        |
| Old Tom's                            | Mystery Bay             | Snackbar, Hotdogbar  |

### Winkels
| Naam                    | Themagebied             | Type        |
| ----------------------- | ----------------------- | ----------- |
| Jasper's Gift Shop      | Adventure Valley        | Souvenirs   |
| Candy Shop              | Bobbejaan Schoepenplein | Snoepwinkel |
| General Store           | Bobbejaan Schoepenplein | Souvernirs  |
| Desperado Candy Company | Desperado City          | Snoepwinkel |
| Souvernirs Oki Doki     | Kinderland              | Souvernirs  |
| Fury Shop               | Land of Legends         | Souvernirs  |
| Souvernirs Terra Magma  | Mystery Bay             | Souvernirs  |

## Voormalige attracties en ander entertainment
In de loop der jaren zijn verschillende attracties gesloten. Sommige attracties zijn verkocht, andere zijn gesloopt. Enkelingen zijn nog steeds voor een deel zichtbaar in het park. Hieronder een overzicht van de verdwenen attracties uit het park.

### Achtbanen
| Naam                       | Type                           | Model                     | Bouwer            | Jaren in park | Reden sluiting                                                      | Vervanger    |
| -------------------------- | ------------------------------ | ------------------------- | ----------------- | ------------- | ------------------------------------------------------------------- | ------------ |
| Achtbaan                   | Stalen wildemuis-achtbaan      | Wildcat                   | Anton Schwarzkopf | 1976 - 1982   | Afgebrand                                                           | Wervelwind   |
| Alpenblitz                 | Stalen gemotoriseerde achtbaan | Alpenblitz                | Anton Schwarzkopf | 1979 - 1981   | Te hoog elektriciteitsverbruik                                      |              |
| Looping Star               | Stalen achtbaan                | Looping Star              | Anton Schwarzkopf | 1979 - 2003   | Te lage capaciteit                                                  | Typhoon      |
| Mount Mara                 | Overdekte stalen achtbaan      | Illusion                  | Vekoma            | 2016-2023     | Virtual Reality optie op Revolution                                 | Revolution   |
| linkerhelft van Speedy Bob | Stalen wildemuis-achtbaan      | Compact Mobile Wilde Maus | MACK Rides        | 1998 - 2009   | maar één helft nodig (verkocht aan Parque de Atracciones de Madrid) |              |
| Wervelwind                 | Stalen achtbaan                | Whirlwind                 | Vekoma            | 1982 - 1999   | Plaats maken voor Sledgehammer                                      | Sledgehammer |

### Darkrides
| Naam           | Type                  | Opmerking/Afbeelding                              |
| -------------- | --------------------- | ------------------------------------------------- |
| Desperado City | Interactieve darkride | Interactieve schietattractie, nu een vergaderzaal |
| Mystery Hotel  | Spookhuis             | Komisch spookhuis                                 |
| Spookhuis      | Spookhuis             |                                                   |

### Simulators
| Naam                | Type            | Opmerking/Afbeelding |
| ------------------- | --------------- | -------------------- |
| Astroliner          | Simulator       | Reis door de kosmos  |
| The Forbidden Caves | Belevingstunnel |                      |

### Waterattracties
| Naam                        | Type          | Opmerking/Afbeelding                      |
| --------------------------- | ------------- | ----------------------------------------- |
| Bobby Drop                  | Waterglijbaan | Waterglijbaan met grote ronde rubberboten |
| Trap- en motorbootjes       | Motorboot     |                                           |
| Waterschip en waterglijbaan | Waterglijbaan |                                           |

### Thrill Rides
| Naam        | Type          | Opmerking/Afbeelding |
| ----------- | ------------- | --- |
| Breakdance  | Breakdance    | Deze attractie is na jaren in opslag te hebben gestaan in 2007 verkocht aan een Nederlandse kermisexploitant welke er tegenwoordig mee rondreist. |
| Calypso     | Calypso       | |
| Condor      | Condor        | |
| Fly Away    | Enterprise    | Model Fly Away. Staat sinds 2016 in het Franse attractiepark La Récré des 3 Curés onder de naam Spoontus.                                         |
| Mambo       | Music Express | Een soort combinatie tussen een rupsbaan en een enterprise die horizontaal blijft.                                                                |
| Rainbow     | Rainbow       | Variant van het Vliegend Tapijt |
| Santa Maria | Schommelschip | Schommelschip op rails van Schwarzkopf |
| Troika      | Troika        | |

### Familieattracties
| Naam                       | Type                    | Opmerking/Afbeelding                                                                     |
| -------------------------- | ----------------------- | ---------------------------------------------------------------------------------------- |
| Autoracebaan               |                         |                                                                                          |
| Autoscooter                | Botsauto's              |                                                                                          |
| Balloon Race               | Luchtballonnencarrousel |                                                                                          |
| Cowboy Express             |                         |                                                                                          |
| Dino Ride                  | Theekopjesattractie     | Vervangen door Naiads Waters                                                             |
| Draaiend Huis              | Madhouse                |                                                                                          |
| Elektronisch Poppentheater | Animatronicsshow        | Vervangen door Desperado City, wat nu ook al verwijderd is                               |
| Funny Barrels              | Rondrit                 | Vervangen door Bootvaart                                                                 |
| Kettingzwiermolen          | Zweefmolen              | Eerste kettingmolen, niet de huidige                                                     |
| Koggemolen                 |                         |                                                                                          |
| Kleine monorail            |                         |                                                                                          |
| Mississippiboot            | Bootvaart               | Bootvaart op het meer                                                                    |
| Old timers                 | Rondrit                 | Dinosaurussen van de attractie werden na sluiting verplaatst naar Texastrein             |
| Parachute Tower            | Paratower               |                                                                                          |
| Pony Express               |                         |                                                                                          |
| Texastrein                 |                         | Staat samen met de twee onderdelen Silvermine en Time Tunnel grotendeels nog in het park |
| Viking Ride                | Watercarrousel          | Vervangen door Fury                                                                      |
| Zwemvijvers                |                         |                                                                                          |

### Kinderattracties
| Naam               | Type                 | Opmerking/Afbeelding                         |
| ------------------ | -------------------- | -------------------------------------------- |
| Helicoptermolen    |                      |                                              |
| Jommekesland       | Themaland, speeltuin | Grootse speeltuin in the thema van Jommeke   |
| Mini Trein         |                      |                                              |
| Paardenmolen       | Draaimolen           |                                              |
| Red Baron 1        | Red Baron            | De eerste is in 1997 vernieuwd in de huidige |
| Robinson Speeltuin |                      |                                              |
| Trapeze Tower      | Klimtoren            |                                              |

### Betaalattracties
- Nightmare Motel – escape room met horrorthema[19]
- Shooting – schietkraam
- Spaceball
- Western Shooting – digitaal schietkraam

### Shows
- Country hall
- The Battle – een paardenshow met stunts
- Magic Bubble Show – een zeepbellenshow van Marco Zoppi
- The Wheel of Wonder – een show met magic- en mentalist-acts
- Kindershow – een clown vermaakt kinderen en volwassenen
- Harmony - show met acrobatische stunts door Les Farfadais (speelde in de arena tijdens de zomer van 2016)
- Wicked Wheels - Een autostuntshow in de arena (speelde in de arena tijdens de zomer van 2017, en 2018)
- Fear Theater - show met een combinatie van magie, stunts en illusies door Aaron Crow (speelde tijdens de Halloweenperiode van seizoen 2016 en 2017)
- La Cabalgata de las Calaveras - Streetshow met zang, dans, en enkele effecten gebracht in Adventure Valley (speelde tijdens de Halloweenperiode van 2017, 2018 en 2019)
- Cowboytown Celebrations - Een show waarin de veertigste verjaardag van Cowboytown gevierd wordt (speelde op het plein in Cowboytown tijdens de weekends van de zomer van 2018)
- Professor Pickart - Een intieme hypnoseshow die doorgaat in Desperado city (speelde tijdens de Halloweenperiode van 2018 en 2019)
- The Legend-Land of Fire and Flames - Acrobatische show met vuur- en projectie-effecten (speelde tijdens de zomerperiode van 2019)

### Educatief
- Indian Art Museum

## Prijzen
- In 1992 ontving Bobbejaanland bij de wereldorganisatie voor pretparken (IAAPA) in Dallas (VS) de "Brass Ring Award" voor beste publiciteitsbrochure.[7]
- In 2000 ontving het park bij de wereldorganisatie voor pretparken (IAAPA) in Orlando (VS) de "Brass Ring Award", met een tweede plaats in de categorie "beste website".[7]
- Vanaf 2005 tot en met 2008 ontving Bobbejaanland vier jaar op rij een Loopy Award voor de beste Thrillride van de Benelux, dit voor hun attractie Sledge Hammer. De Loopy Awards worden uitgereikt door de bezoekers van de pretparkensite pretparken.be en de leden van achtbaan Friends.
- Bobbejaanland was overigens de eerste locatie voor de uitreikingsshow van de Diamond ThemePark Awards. Sinds 2011 won het park prijzen voor hun social media, VAMPires!, Sledgehammer en Halloween.